# Clifton Forbes
Clifton Forbes (18 de fevereiro de 1946 - 1 de março de 2010) foi um atleta olímpico que representou a Jamaica nos Jogos Olímpicos de Verão de 1968 na Cidade do México. Mais tarde, ele atuou como gerente de equipes para os Jogos Olímpicos, da Commonwealth, Pan-Americano, América Central e Caribe Jogos, e um treinador da Sunshine Girls.